# Pero gonopteraria
Pero gonopteraria là một loài bướm đêm trong họ Geometridae.